# Arnaldo Benfenati
Arnaldo Benfenati (San Lazzaro di Savena, província de Bolonya, 26 de maig de 1924 - Castel San Pietro Terme, província de Bolonya, 9 de juny de 1986) va ser un ciclista italià que fou professional entre 1949 i 1952.
Anteriorment destaquen dos campionats nacionals de persecució i un del món de la mateixa especialitat amateur.
El 1948 va prendre part en els Jocs Olímpics de Londres, tot guanyant una medalla de plata en la prova de persecució per equips, fent equip amb Rino Pucci, Guido Bernardi i Anselmo Citterio.

## Palmarès
- 1947
  -  Campió del món de persecució amateur
  -  Campió d'Itàlia de persecució
- 1948
  -  Medalla de plata als Jocs Olímpics de Londres en persecució per equips
  -  Campió d'Itàlia de persecució
- 1949
  - 1r al Gran Premi Liberazione